# Siergiej Pleskacz
Siergiej Dmitrijewicz Pleskacz, ros. Сергей Дмитриевич Плескач (ur. 1892 we wsi Biereżiwka w guberni charkowskiej, zm. 12 maja 1949) – rosyjski psalmista Kościoła prawosławnego, regent chórów cerkiewnych.
Miał wyższe wykształcenie muzyczne. W latach 30. był regentem chóru cerkiewnego w soborach św. Mikołaja i Objawienia Pańskiego oraz św. Włodzimierza w Leningradzie. Po ataku wojsk niemieckich na ZSRR 22 czerwca 1941, pozostał na okupowanym terytorium. Pod koniec 1941 w ramach Pskowskiej Misji Prawosławnej objął funkcję psalmisty i diakona w cerkwi Opieki Matki Bożej we wsi Kozia Gora. W czerwcu 1942 został psalmistą, dyrygentem chóru cerkiewnego i protodiakonem w cerkwi św. Atanazego w okupowanym Gdowie, w połowie marca 1943 w cerkwi św. Mikołaja we wsi Nikoło-Koniec, zaś następnie w cerkwi Zmartwychwstania Pańskiego we wsi Pawłowski Pohost. Po wyzwoleniu tych terenów przez Armię Czerwoną pod koniec stycznia 1944, natychmiast został aresztowany przez NKWD. Dalsze jego losy są niewyjaśnione. Prawdopodobnie zmarł podczas odbywania kary w łagrze.